# Hochzeitsmarsch
Als Hochzeitsmarsch bezeichnet man in der Regel zwei Kompositionen von Felix Mendelssohn Bartholdy beziehungsweise Richard Wagner, die sich zur Begleitung von Trauungszeremonien großer Beliebtheit erfreuen:
- Hochzeitsmarsch (Nach dem Schlusse des vierten Aktes) aus der Bühnenmusik Ein Sommernachtstraum von Felix Mendelssohn Bartholdy (op. 61 Nr. 9, in der konzertanten Version Nr. 7). Das Stück kommentiert die Dreifachhochzeit der Paare Theseus und Hippolyta, Demetrius und Helena sowie Lysander und Hermia, nachdem Pucks und Oberons Liebeszauber aufgehoben wurden.

- Treulich geführt (auch Brautlied), Chor aus der Oper Lohengrin von Richard Wagner am Beginn des dritten Akts. In der Oper begleitet das Stück den Einzug der frisch vermählten Elsa von Brabant und Lohengrin in das Brautgemach unter dem Jubel des Volkes unmittelbar vor dem Beginn der Hochzeitsnacht, die jedoch zur unwiederbringlichen Trennung des Paares am folgenden Tag führt.